# Mała Spryńka
Mała Spryńka (ukr.  Мала Спринька, hist. Spryńka, Sprynia Mała) – wieś na Ukrainie w rejonie samborskim obwodu lwowskiego.

## Historia
Pod koniec XIX w. wieś.